# 오노에 키쿠고로 (5대)
5대 오노에 키쿠고로 ( 일본어: 五代目 尾上菊五郎 ごだいめ おのえ きくごろう[*], 1844년 7월 18일 (덴포 15년 6월 4일) - 1903년 (메이지 36년) 2월 18일)는 메이지 시대에 활동한 가부키 배우이다. 본명은 테라시마 키요시 (寺島 清)이다.
오노에 키쿠고로로써의 야호는 오토와야이다. 정문은 겹부채에 안긴 떡갈나무, 정문 대신 쓰는 문장은 욧츠와이다. 배명은 바이코이다.
이치무라 우자에몬으로써의 야호는 키쿠야이다. 정문은 네아가리타치바나, 정문 대신 쓰는 문장은 우즈마키, 배명은 카키츠이다.
9대 이치카와 단쥬로, 초대 이치카와 사단지와 함께 "단키쿠사 시대"의 황금 시대를 쌓았다.

## 약력
테라시마 키요시는 12대 이치무라 우자에몬을 아버지로, 3대 오노에 키쿠고로의 차녀를 어머니로, 에도의 연극마을 사루와카마치 2초메에서 태어났다. 카에이 2년 (1849년) 11월, 이치무라좌에서 2대 이치무라 큐로에몬을 계승하고 첫 무대를 하였다. 카에이 4년 (1851년) 4월에는, 세는 나이 7살에 다이묘제키 13대 이치무라 우자에몬을 계승하고, 이치무라좌의 좌원(주인장)이 되었다.
후계자의 우자에몬이 큰 그릇의 편린을 보인 것은, 안세이 4년 (1857년) 1월, 이치무라좌에서 초연된 2대 카와타케 신시치의 작품 『네즈미코몬 하루노 신가타』 (네즈미코조)에서 바지락 팔이 미요시로 근무 했을 때의 일이었다. 미요시는 단역이었지만, 그 완성도는 주연인 4대 이치무라 코단지가 신음할 정도였다. 우자에몬이 개막 전에 매일 아침 후카가와까지 나가 바지락 팔이의 일가수일투족을 샅샅이 관찰하고 있던 것을 나중에 알게 된 코단지는, 이후 우자에몬을 한눈에 두게 된다. 그리고 우자에몬도 코단지의 사실적인 연출에 심취되었다고 한다.
외조부 3대 오노에 키쿠고로에게는 2남 2녀가 있었지만, 차남은 이미 사망해, 장녀의 데릴사위로 되어있던 4대 오노에 키쿠고로가 만엔 원년 (1860년)에 자식을 잃고 사망하자, 차녀의 장남인 우자에몬이 우자에몬이 장래에 키쿠고로를 계승하는 것이 누가보든 확실해보였다. "이치무라 우자에몬"은 칸에이 연간부터 이어지는 가장 역사가 깊은 묘세키 중 하나로, 이치무라좌의 좌원(주인장)을 겸한 유서 깊은 대묘세키이다. 평소같으면, 그것이 흔들리지 않는 이름이 될 만한 묘세키지만, 한편으로는 "오노에 키쿠고로"도 3대 키쿠고로가 일대에 에도 가부키를 대표하는 대묘세키에까지 간판을 올린 이름이다. 이치무라좌 좌원(주인장)으로서의 일 따위는 제쳐두고, 날마다 역할 만들기에 몰두하는 이 외손자에게 오토와야 일문은 3대의 예능 계승자로서 적합한 자를 찾고 있었던 것이다. 게다가 우자에몬에게는 3살 어린 남동생이 있던 것도 도왔다. 이치무라좌 쪽은 이 동생에게 물려주려고 했다.

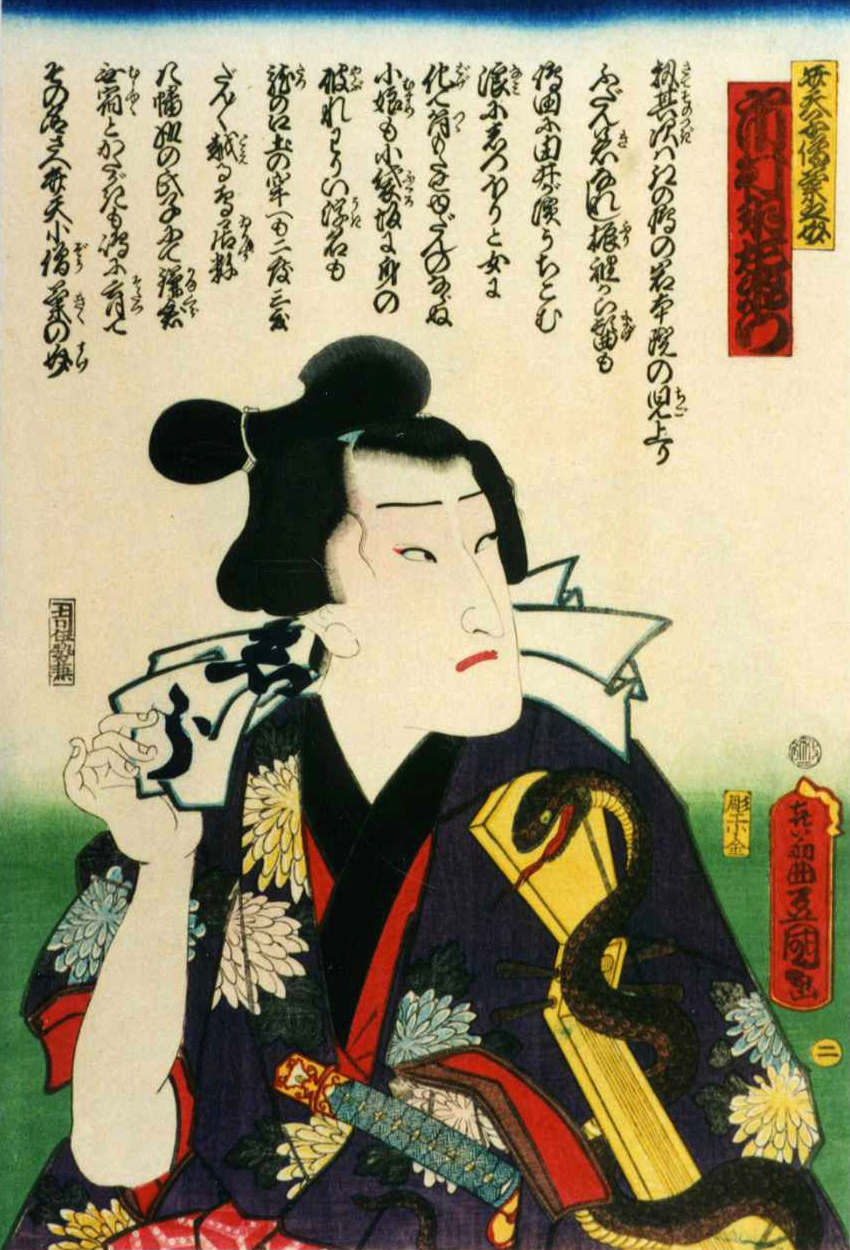
『아오토조우시 하나노 니시키에』의 벤텐코조 키쿠노스케 (3대 우타가와 쿠니사다 作) 분큐 2년

그런 우자에몬에게 있어서, 분큐 2년 (1862년)은 운명의 해가 된다. 이 해 초 어느 날, 카와타케 신시치는 료고쿠바시에서 여자 기모노를 입은 미청년을 보았다. 거기서 문득 생각이 나서, 그 일을 3대 우타가와 쿠니사다에게 이야기 하자, 쿠니사다는 그 광경을 니시키에로 만들고, 게다가 신시치가 그것을 기초로 써낸 연극이, 이 해 3월에 이치무라좌에서 초연된 『아오토조우시 하나노 니시키에』 (백량5인남)이었다. 신시치가 뽑은 주역의 이름은 "벤텐코조 키쿠노스케"이다. 배역은 물론, 세는 나이 17살이었던 우자에몬이다. 벤텐코조는 신시치가 우자에몬의 외모나 소작을 의식해 쓴 만큼 그것은 우자에몬 그 자체였다. 그리고 그 이름에 굳이 '키쿠노스케'를 붙인 것은 그가 머지않아 '키쿠고로'를 계승할 것임을 예고하고도 남음이 있었다. 과연 『백량5인남』은 대박을 터트렸고, 벤텐코조 키쿠노스케는 그의 생애에 가장 평이 좋은 역이 되었다.
이때도 우자에몬은, 벤텐코조가 이마에 상처를 입는 장면에서 한번 더 궁리해서, 니혼다우에몬을 연기하는 3대 세키 산쥬로를 매우 감탄하게 하였다. 상처를 입을 때, 립스틱을 재빨리 품에 지니는 종이로 닦아내고, 그 종이로 이마를 눌러 스스로 남자라고 말할 때, 그 주머니의 홍색을 관객에게 보여주고, 그러면 종이에는 피가 묻어 입술에서는 립스틱이 떨어져 일석이조였다.
벤텐코조로 큰 평판을 얻은 다음 해, 분큐 3년 (1863년)에, 우자에몬은 동생을 14대 이치무라 우자에몬으로서 이치무라좌를 양도해, 스스로 8대 이치무라 카키츠를 계승했다. 그리고 5년 후인 게이오 4년 (1868년) 8월, 카키츠는 이치무라좌에서 5대 오노에 키쿠고로를 계승했다. 아직 20대 전반이라고 하지만, 만반의 키쿠고로를 계승하였다.
이후, 키쿠고로는 시대물, 일상물, 소작사 등에서 메이지 극단의 정점을 향해 나아간다. 1887년 (메이지 20년) 4월에는 이노우에 카오루 저택에서 단쥬로, 사단지와 함께 어람(황실 일족이 관람)극을 선보이며, 가부키 배우의 지위 향상에 힘썼다.
마지막 무대는 1902년 (메이지 35년) 11월, 가부키좌 『츄신가키코우샤쿠』의 키나이와, 생애의 가장 평았던 좋은 배역 『아오토조우시 하나노 니시키에』 벤텐코조이었다. 이미 신체를 자유로이 움직이는게 힘들어, 키나이는 누운채로, 벤텐코조는 「하마마츠야」에서는 하나미치의 출연을 생략하고, 또 막이 끊기면 본무대에서 하나미치까지 걷기가 체력적으로 어렵기 때문에, 무대를 반바퀴 돌려, 하마마츠야의 옆손을 보이고, 도장 옆에서 난향이 함께 나오기로 하는 등, 본의아니게 궁리를 강요당하고 있다. 「이나세가와 모임」에서는 무대에 쇠막대를 세우고 거기에 몸을 지탱하고 건너편 과백이라는 장절한 것이었다. 단지, 그러한 만신창이에서도 끝까지 가지고 있던 해학정신은 잊지 않고, 「하마마츠야」의 도깨비 현실의 「몰라서...」의 결정대사에서 「닮은 목소리색으로 소강청 속임」의 후, 당시 화자가 되었던 일본 최초의 저작권 침범 재판인 「벤텐코조 사건」에서 작자 카와타케 쿠로아미의 유족이 승소한 것을 빗댄 「그것을 그 동안 (지난번) 요코마츠로부터, 괴물이라고 하는 놈이, 있었다지만, 이번에도 뜻하지 않고 여광으로, 극에 달한 벤텐코조」라고 스스로 생각한 애드리브」를 넣는 등 의기헌양한 면모를 보였다. 사세구는 "지는 매화를 올려다보는 하늘의 월청 (散る梅に 見上ぐる空の 月清し)". 이듬해 2월, 키쿠고로가 사망하자, 그 뒤를 쫒듯 단쥬로와 사단지도 차례로 사망했고, '단키쿠사'가 떠나 이곳에 메이지 가부키의 황금 시대가 막을 내렸다.
친자로는 2남 1녀로, 6대 오노에 키쿠고로, 6대 반도 히코사부로, 우메 (키쿠고로 사후 1913년에 4대 카와라사키 쿠니타로에게 시집갔지만, 1919년에 사별)가 있고, 양자로는 6대 오노에 바이코, 2대 오노에 키쿠노스케가 있다. 또한, 키쿠고로와 정실 테라시마 사토 (1937년 1월 28일 사망)와의 사이에서는 자녀가 없으며, 앞에 써있는 2남 1녀는 모두 전 야나기바시 게이샤 첩 아키타 긴 (1926년 8월 31일 사망)의 자녀이다.